# Стадион AT&T
Стадион AT&T (енгл. AT&T Stadium; претходно познат као Стадион Каубојса) јесте вишенаменски стадион у граду Арлингтон у Тексасу у САД. Домаћи је стадион Далас каубојса који се такмиче у Националној фудбалској лиги (НФЛ). Отворен је 27. маја 2009. године. Објекат, у власништву града Арлингтона, такође може да се користи за низ других активности као што су концерти, кошаркашке утакмице, такмичења у фудбалу, родеу, мотокросу између колеџа и средњих школа и спартанске трке. Нови стадион је заменио стари Стадион Тексас, који је служио као дом Каубојсима од 1971. до 2008. године.
Стадион се још назива Џери ворлд, по власнику Далас каубојса Џерију Џонсу, који га је првобитно замислио као велико место за забаву. Стадион може да прими око 80.000 људи, али се може проширити и на тај начин добити укупно 100.000 места, што га чини највећим стадионом у НФЛ по капацитету.

## Највећа посећеност
Рекордна посећеност у оквиру НФЛ-а остварена је 2009. године када је утакмицу уживо са стадиона пратило 105.121 гледалаца. 
- Амерички фудбал: 105.121 (20. септембар 2009) — Далас каубојси и Њујорк џајантси
- Кошарка: 108.713 (14. фебруар 2010) — НБА Ол-стар меч 2010.
- Бокс: 73.126 (8. мај 2021) — Алварез против Сандерса [9]
- Реслманија: 101.763 (3. април 2016) — Реслманија 32.[10]

## Конкакафов златни куп
Стадион је више пута биран да буде домаћин Конкакафовог првенства Златни куп. Током Златног купа 2009, 2011, 2013, 2017. и 2021, на овом стадиону игране су одређене утакмицу у оквиру Златног купа.
| №  | Датум         | Репрезентације               | Резултат | Златни куп   | Посетилаца |
| -- | ------------- | ---------------------------- | -------- | ------------ | ---------- |
| 1  | 19. јул 2009. | Гваделуп – Костарика         | 1 : 5    | Четвртфинале | 82.252     |
| 2  | 19. јул 2009. | Мексико – Хаити              | 4 : 0    | Четвртфинале | 82.252     |
| 3  | 5. јун 2011.  | Костарика – Куба             | 5 : 0    | Групна фаза  | 80.108     |
| 4  | 5. јун 2011.  | Мексико – Салвадор           | 5 : 0    | Групна фаза  | 80.108     |
| 5  | 24. јул 2013. | Сједињене Државе – Хондурас  | 3 : 1    | Полуфинале   | 81.410     |
| 6  | 24. јул 2013. | Панама – Мексико             | 2 : 1    | Полуфинале   | 81.410     |
| 7  | 22. јул 2017. | Костарика – Сједињене Државе | 0 : 2    | Полуфинале   | 45.516     |
| 8  | 10. јул 2021. | Мексико – Тринидад и Тобаго  | 0 : 0    | Групна фаза  | 41.229     |
| 9  | 24. јул 2021. | Костарика – Канада           | 0 : 2    | Четвртфинале | 41.318     |
| 10 | 24. јул 2021. | Сједињене Државе – Јамајка   | 1 : 0    | Четвртфинале | 41.318     |